# Blusens
Blusens (o Blu:Sens) es una empresa española de ámbito tecnológico con sede en Santiago de Compostela (La Coruña). Entre los productos de Blusens se encuentran reproductores de DVD, reproductores de mp3, mp4, televisores, localizadores GPS, teléfonos móviles smartphones, ordenadores portátiles y otros artículos de electrónica de consumo.
En abril de 2008 se creó Blusens Global Corporation, fruto de la fusión de Blusens Technology y sus filiales Blusens Middle East, Blusens China y Blusens Uruguay, potenciando así el carácter multinacional de la compañía y reforzando el objetivo de estar presentes en más de 50 países a finales de 2008.

## Historia

### Orígenes
La historia de Blusens se concentra en Miguel Silva y José Ramón García. Silva era el responsable de Televés en Emiratos Árabes. García trabajaba como economista en la filial de consultoría del grupo vasco Mondragón Corporación Cooperativa.
La empresa nació en Santiago en 2002 y puso en el mercado sus primeros reproductores de DVD. En diciembre de 2002 facturaron un millón de euros y en 2006, la compañía ya era el fabricante líder de ventas de MP3 en España, con crecimientos anuales de hasta el 200%.

### Cierre
Blusens Tecnhology, la filial de compras, está oficialmente liquidada desde el año 2017, después de que a finales del 2016 fracasara el intento de un fondo americano de hacerse con la compañía tras tres años en concurso de acreedores.
En el año 2018 José Ramón García, el fundador, fue detenido en Santiago de Compostela, trasladado a La Coruña y puesto a disposición judicial en relación con un presunto delito contra la propiedad intelectual y de pertenencia a organización criminal.

## La empresa
Blusens crea en abril de 2008 Blusens Global Corporation, fruto de la fusión de Blusens Technology y sus filiales Blusens Middle East, Blusens China y Blusens Uruguay.
Blusens Global Corporation tiene su sede central en Santiago de Compostela, dedica un 10% de sus ingresos a actividades de I+D, y tiene una planta de producción en China.

### I+D+i
Blusens invierte en Investigación, Desarrollo e Innovación, más de un 10% de su facturación, y se ha convertido en pieza clave del proceso de internacionalización y de la imagen de marca de la compañía.
Tiene un centro de I+D+i en Santiago de Compostela, de manera que puede aglutinar a otras empresas tecnológicas locales y está promoviendo la creación de Centros de Innovación y Desarrollo.
Un ejemplo de esta apuesta por la investigación es el G.01, un revolucionario navegador pictométrico desarrollado junto a la empresa noruega Blom.

### Marketing
Las actividades de marketing de Blusens se han caracterizado por su creatividad y originalidad, siguiendo el concepto “be different” que preside todo lo que hace la compañía. Así, la marca se asocia a un público juvenil, activo y que cuida su imagen. Es de destacar que el primer director de marketing de la compañía (2004-2006), autor del nombre "Blu:sens", fue el periodista y escritor Juan Gómez-Jurado, quien dejó la empresa cuando su carrera como novelista estalló a nivel internacional.
En enero de 2007 se creó el equipo de Blusens Aprilia para competir, entre otros, en el Mundial de Moto GP, el Campeonato de España, el Campeonato de Cataluña. Con este equipo, Blusens no sólo se preocupa por competir en la máxima categoría, sino también apoyar las posibilidades de jóvenes pilotos.
En 2009 blusens se incorporó como patrocinador del nuevo equipo de ACB con sede en Santiago de Compostela, el Obradoiro CAB. Durante la temporada 2009/2010 el equipo participó en la máxima categoría del baloncesto español con el nombre de Xacobeo Blusens. Con el equipo en ADECCO LEB en la temporada 2010/2011, blusens se mantiene como patrocinador principal del equipo, pasándose a llamar Blusens Monbús.
Desde hace años, Blusens trabaja con Miss y Míster España, que suelen ser los protagonistas de sus catálogos, y que además llevan sus aparatos en los desfiles.
En la actualidad es muy frecuente ver en programas de televisión productos de blusens, y en la publicidad dinámica de los partidos de liga BBVA del fútbol español.

## Tabletas
Tienen Android 4.0 y resolución de 800x480, indicándose expresamente cuando tienen una característica superior:
- Blusens PACHA 97: 9,7” IPS[3] multitáctil capacitivo 1080p Dual-core 16GB RAM-1GB Bluetooth 4.0 Android 4.1.
- Blusens Touch 96 DCB: 9,7” y  Android 4.1.
- Blusens Touch-90 de 9”.
- Blusens Touch 76:[4] de 7”.
- Blusens Touch-77: 7”.
- Blusens Touch-74: 7”.

## Blusens Music
El 8 de abril de 2008 Blusens anunció la creación de un sello discográfico llamado Blusens Music, dirigido por Eva Perales, a través del que comercializará las canciones de artistas noveles en sus reproductores, y la pondrá a disposición del público en general en su comunidad en línea.
En el ámbito musical, Blusens ya ha emprendido numerosas iniciativas como el acuerdo con Universal Music Spain para incluir una suscripción de seis meses al servicio de descargas legales de la discográfica; o el que se alcanzó con Vale Music para precargar música en los MP3.